# Wang Dandan
Wang Dandan (1 de maio de 1985) é uma futebolista chinesa que atua como meia.

## Carreira
Wang Dandan integrou o elenco da Seleção Chinesa de Futebol Feminino, nas Olimpíadas de 2008. 